# انسان خردمند باستانی

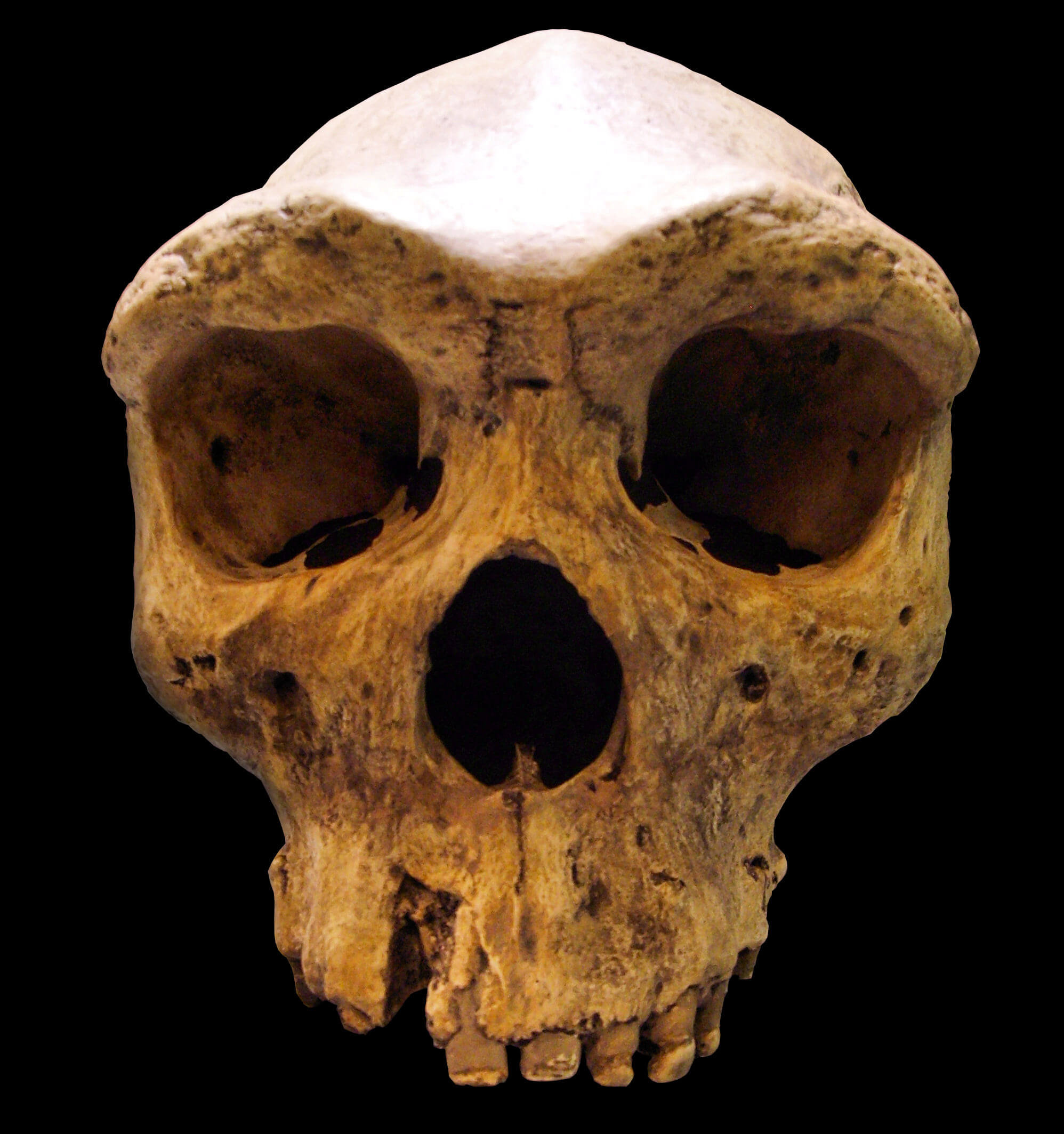

انسان خردمند باستانی (به انگلیسی: Archaic humans) شامل همهٔ زیرگونه‌های منقرض‌شدهٔ گونه انسان خردمند است که از نظر گنجایش کاسهٔ سر و احیاناً ابزارسازی چیزی بین انسان خردمند 
و نئاندرتال است و به اصطلاح حاصل جفت گیری 
نئاندرتال و انسان خردمند است که امروزه هم یافت میشوند.
چندین زیرگونه انسان در دسته بزرگی از انسان‌های باستانی در دوره پیش از (و همزمان با) ظهور انسان‌های امروزی اولیه (انسان خردمند) در حدود 300 هزار سال قبل قرار می‌گیرند.
اندازه مغز انسان باستانی بین 1200 تا 1400 سانتی‌متر مکعب و مشابه با انسان امروزی است. باستانی‌ها به دلیل جمجمه ضخیم، برآمدگی‌های برجسته بالای حدقه چشم (برآمدگی‌های ابرو) و فقدان چانه برجسته از نظر آناتومیک از انسان امروزی متمایز می‌شوند.
انسان امروزی از نظر آناتومیک حدود ۳۰۰ هزار سال پیش در آفریقا ظهور پیدا کرد و ۷۰ هزار سال پیش به‌تدریج جانشین زیرگونه‌های انسان باستانی شد. زیرگونه‌های غیر‌امروزی انسان تا ۳۰ هزار سال و شاید حتی تا ۱۲ هزار سال پیش به بقای خود ادامه دادند. طبق مطالعات ژنتیکی جدید، انسان‌های مدرن ممکن است با دو یا چند گروه از انسان‌های باستانی از جمله نئاندرتال‌ها و دنیسوواها آمیزش کرده باشند. مطالعات دیگر به این فرضیه که این آمیختگی منشأ نشانگرهای ژنتیکی مشترک بین انسان‌های باستانی و امروزی‌اند با دیده تردید نگاه می‌کنند و به منشأ اجدادی این صفات اشاره دارد که از ۵۰۰ تا ۸۰۰ هزار سال پیش سرچشمه می‌گیرند.

## اصطلاحات و تعریف
دسته‌بندی انسان باستانی فاقد یک تعریف واحد و مورد توافق  است. طبق یک تعریف، انسان خردمند گونه واحدی شامل چندین زیرگونه است که شامل انسان های باستانی و امروزی می‌شود. طبق این تعریف، انسان‌های امروزی به عنوان انسان خردمند خردمند و باستانی‌ها نیز با پیشوند «انسان خردمند» شناخته می‌شوند. به عنوان مثال، نئاندرتال‌ها انسان خردمند نئاندرتال و انسان‌های هایدلبرگی نیز انسان خردمند هایدلبرگی هستند. دیگر آرایه‌شناسان باستانی‌ها و انسان امروزی را نه به عنوان یک گونه واحد بلکه به عنوان چندین گونه متفاوت طبقه‌بندی می‌کنند. در این مورد از آرایه‌شناسی استاندارد استفاده می‌شود؛ به عنوان مثال انسان رودزیایی یا انسان نئاندرتال.
خطوط فرگشتی جداکننده برای تمایز مشخصی میان انسان امروزی از انسان باستانی و انسان باستانی از انسان راست‌قامت قائل نمی‌شوند. قدیمی‌ترین فسیل‌های شناخته شده از انسان امروزی در بقایای اومو از ۱۹۵ هزار سال پیش و فسیل‌های انسان خردمند ایدالتو مربوط به ۱۶۰ هزار سال پیش و همچنین در بقایای قفزه از ۹۰ هزار سال پیش کشف شده‌اند.

## افزایش اندازه مغز
از ظهور انسان باستانی گاهی به عنوان مثالی از تعادل منقطع (نقطه‌ای) یاد می‌شود. تعادل منقطع زمانی اتفاق می‌افتد که یک گونه در دورة کوتاهی دچار فرگشت زیستی قابل توجهی شود. سپس، این گونه طی مدتی طولانی و تا نقطه بعدی تغییرات بسیار اندکی را تجربه می‌کند. اندازه مغز انسان باستانی نیز به طور قابل توجهی از 900 سانتی متر مکعب در راست‌قامتان به 1300 سانتی متر مکعب افزایش یافت. اندازه مغز انسان از بیشترین میزان خود در دوران باستانی‌ها رو به کاهش بوده است.

## خاستگاه زبان
رابین دانبار معتقد است انسان‌های باستانی اولین گونه‌ای بودند که از زبان استفاده کرده‌اند. بر اساس تحلیل رابطه بین اندازه مغز و اندازه گروه انسان‌تبارها، دانبار به این نتیجه رسید که با توجه به مغز بزرگشان، انسان‌های باستانی در گروه‌های بیش از ۱۲۰ نفری زندگی می‌کردند. دانبار استدلال می‌کند که زندگی انسان‌تباران در چنین گروه‌های بزرگی بدون استفاده از زبان ممکن نبوده است و بدون آن انسجام گروهی وجود نمی‌داشت و گروه از هم می‌پاشد. شامپانزه‌ها در مقایسه با انسان‌های باستانی در گروه‌های ۵۰ تایی و کمتر زندگی می‌کنند.